# Bruno Peterson
Bruno Peterson (* 16. April 1900 in Karlshorst; † 28. Januar 1966 in Ost-Berlin) war ein deutscher kommunistischer Widerstandskämpfer und Verlagsleiter.

## Leben
Bruno Peterson war der Sohn eines Tischlers. Er besuchte von 1906 bis 1914 die Volksschule und machte in den Jahren danach eine Ausbildung zum Buchdrucker und Schriftsetzer. Peterson organisierte sich in der Arbeiterjugendbewegung und war von 1916 bis Ende 1918 Mitglied des Jugend-Bildungsvereins des Spartakusbundes, wodurch er zum Jahreswechsel Mitglied der KPD wurde.
In den 1920er Jahren war Peterson als Schriftsetzer und Korrektor im Verlag der Kommunistischen Jugend-Internationale in Berlin-Schöneberg tätig. 1929 wurde er zum Agitprop-Sekretär des RFB-Bundesvorstandes. Nach dessen Verbot setzte er diese Funktion 1929/1930 im Mitarbeiterstab des ZK der KPD fort. 1931/1932 übernahm Peterson die Leitung des Internationalen Arbeiter Verlags in Berlin.
1933 beteiligte sich Peterson am Widerstand gegen den Nazi-Terror und organisierte u. a. für das Mitglied des ZK der KPD Herbert Wehner ein „illegales“ Quartier. Ab Februar 1933 war er in der illegalen Landesleitung der KPD tätig. Er wurde im November 1933 festgenommen und war Ende des Monats Zeuge im Reichstagsbrandprozess. Am 13. Februar 1934 wurde er vom Volksgerichtshof zu zwei Jahren Zuchthaus verurteilt, die er von 1934 bis 1936 Haft im Zuchthaus Luckau verbrachte. Nach der Haftentlassung emigrierte er in die Tschechoslowakei und war in Prag verantwortlich für den Druck des KPD-Zentralorgans Die Rote Fahne. Von 1937 bis 1939 leitete Peterson den Verlag der Kommunistischen Internationalen Prometheus in Paris. 1940 wurde Peterson als tschechischer Staatsbürger Soldat im tschechoslowakischen Korps der französischen Armee und war als „französischer“ Soldat von 1941 bis 1945 in deutscher Kriegsgefangenschaft.

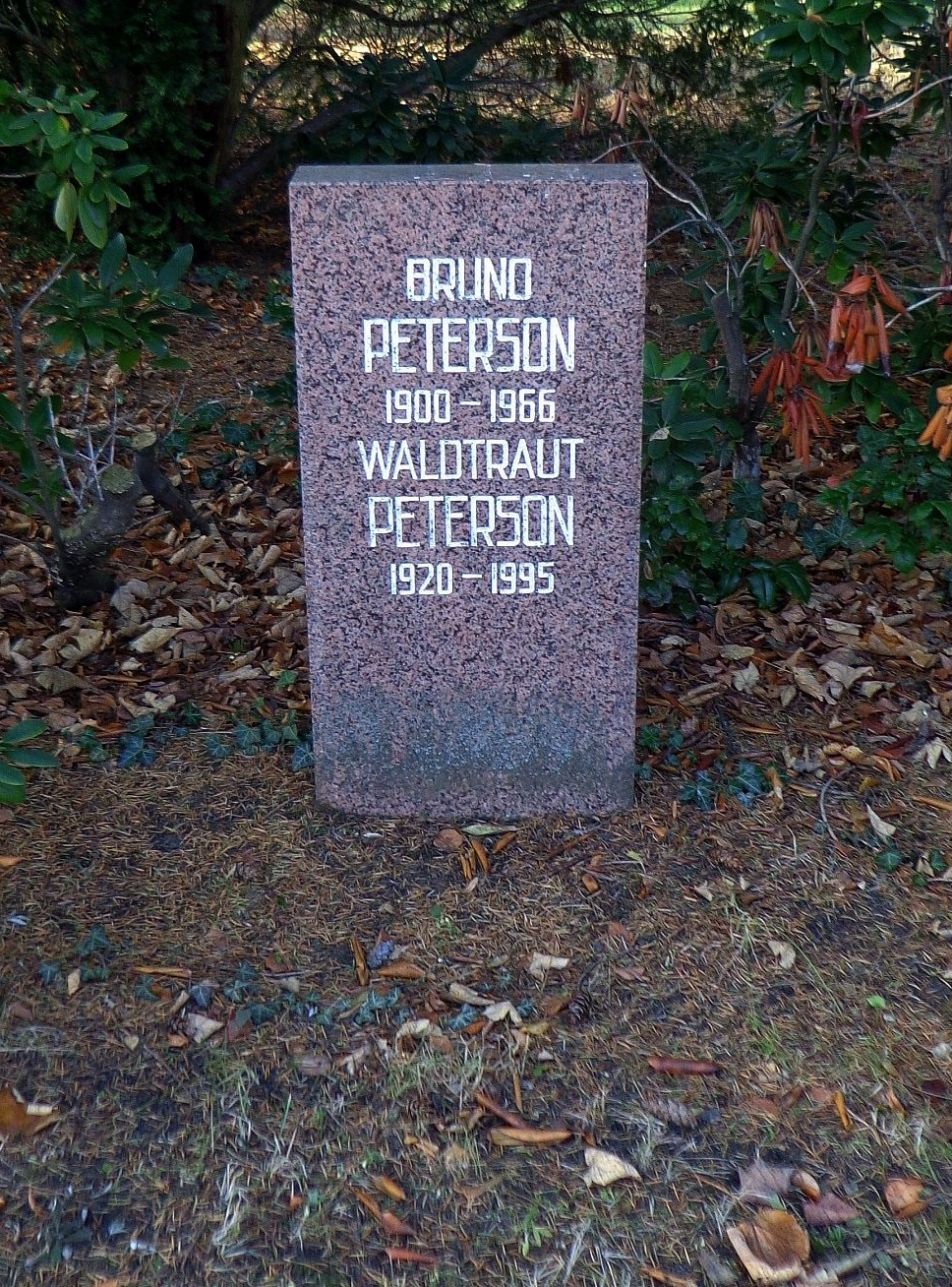
Grabstätte

1945/1946 war Peterson Druckereileiter in Saarbrücken und gleichzeitig Agitprop-Sekretär der KPD-Bezirksleitung für das Saargebiet, bis er aus der Französischen Besatzungszone ausgewiesen wurde, woraufhin er im Juli 1946 nach Berlin zurückkehrte. Dort beteiligte er sich am Aufbau des Verlags JHW Dietz Nachf. GmbH Berlin; von 1946 bis 1950 war er leitender Redakteur, dann Chefredakteur im Dietz Verlag.
Von 1950 bis 1954 als Leiter des Verlages Volk und Welt tätig, von 1954 bis 1963 übernahm er die Leitung des Verlags Neues Leben. Ab 1963 war er Geschäftsführer des Börsenvereins der Deutschen Buchhändler zu Leipzig.
Ab 1947 war Peterson Mitglied der SED-Kreisleitung Köpenick. 1956 erhielt er den Vaterländischen Verdienstorden in Silber.
Seine Urne wurde in der Grabanlage Pergolenweg des Berliner Zentralfriedhofs Friedrichsfelde beigesetzt.